# Bedford (Quebec)
Bedford es una ciudad de la provincia de Quebec, Canadá. Está ubicada en el municipio regional de condado de Brome-Missisquoi y a su vez, en la región de Montérégie-Est en Montérégie. Hace parte de las circunscripciones electorales de Brome-Missisquoi a nivel provincial y de Brome−Missisquoi a nivel federal.

## Geografía
Bedford se encuentra ubicada en las coordenadas 45°07′00″N 72°59′00″O / 45.11667, -72.98333. Según Statistique Canada, tiene una superficie total de 4.20 km² y es una de las 1135 municipalidades en las que está dividido administrativamente el territorio de la provincia de Quebec.

## Demografía
Según el censo de 2011, había 2684 personas residiendo en esta ciudad con una densidad poblacional de 639.4 hab./km². Los datos del censo mostraron que de las 2612 personas en 2006, en 2011 el cambio poblacional fue un aumento de 72 habitantes (2.8%). El número total de inmuebles particulares resultó de 1276 con una densidad de 303.81 inmuebles por km². El número total de viviendas particulares que se encontraban ocupadas por residentes habituales fue de 1210.